# Нуово Борго Вила Сан Себастијано (Л'Аквила)
Нуово Борго Вила Сан Себастијано (итал. Nuovo Borgo Villa San Sebastiano) је насеље у Италији у округу Л'Аквила, региону Абруцо.
Према процени из 2011. у насељу је живело 420 становника. Насеље се налази на надморској висини од 724 м.